# 早川一光のばんざい人間
早川一光のばんざい人間（はやかわいっこうのばんざいにんげん）は、1987年10月3日から2018年3月31日まで放送されたKBS京都ラジオのシニア向け情報番組である。

## 概要
30年半にわたって放送された高齢者向けの長寿番組で、2016年7月2日に番組最後の大台となる放送1500回を迎えた。早川は1978年から昼のワイド番組「City Now」の「お年寄り何でも相談」の相談をしていて、ディレクターが当番組のメインに抜擢。
毎週KBS京都の第2スタジオから公開生放送を行っている。毎回常連の高齢者が詰め掛ける。参加者の氏名は記録されていて、15回参加するごとに、番組内で表彰される。その中には、1000回を超える参加者もいる。早川が風邪を引いた時は、参加者は別室で聴取した。台風の時は非公開で放送した。
なお、メインパーソナリティは早川一光（はやかわかずてる）だが、番組タイトルは「一光」を音読みとして「はやかわいっこうのばんざいにんげん」としている。
早川は「級長」、スタジオ参加者は「知恵袋さん」と呼ばれる。
級長の早川は下ネタやダジャレが大好きで、例えば、ゲストが「紅顔（こうがん）の少年」と言うや即座に「金玉だ」（紅顔と睾丸をかけたダジャレ）と言ったりしている。
最初は早川とアナウンサー（北出真紀恵）と二人だけで非公開でやっていたが、4年後の1991年から「早川に、講演会の時のアクティブなトークを何とかラジオでも実現してもらいたい」との北出とスタッフの思いで公開で行うようになった
番組オリジナルソングぼけない音頭の歌詞は早川の文章ではない。早川が「わらじ医者京日記」という本を書いた時に、その本を読んだ浜松の人が「これはおもしろい」といって文章をつくった。それを見た東京の民謡倶楽部の人が節をつけた。歌詞に「～する人ぼけません」とよく出てくるが、「ぼけている人は感謝のできない人である。役者タレント芸能人でない人間はぼける」というような意味では決してない。
以前は毎週ラジオカーリポーターがラジオカーからリポートをしていた。当時ラジオカーリポートを担当していた田中真規子が、2011年12月3日に10数年ぶりに番組に出演した。「なるほどジャーナル」のコーナーで、自分が脚本を書いた「かたつむりたちの病室」のことや祖母の介護のことなどを語った。
東日本大震災以降は、早川、ゲスト、スタジオ参加者が一丸となって、反原発を非常に強く訴えていた。
最終回は竹上のみが出演。早川は出演に意欲をみせていたが実現に至らず、事前収録のメッセージを放送する形での出演となった。番組内では8人の参加者がの表彰資格を満たしており、最後の表彰者たちとなった。また、北出をはじめとした歴代の出演者やスタッフが生出演で、出演できなかった者は電話や手紙の形でそれぞれメッセージを寄せた。番組の最後は、ぼけない音頭を流しつつ参加者の拍手に囲まれながら30年半・全1591回の歴史に幕を下ろした。

## パーソナリティ
- 早川一光（はやかわ かずてる）
  - 愛知県横須賀町（現東海市）出身。京都府立医科大学卒業。医師。番組では級長を務める。
  - 2014年10月11日から腰椎圧迫骨折、多発性骨髄腫の治療のため休演していたが、収録でのインタビュー、収録での「おじいちゃんおばあちゃん観察日記」コメント、2015年1月3日誕生日のゲスト出演、3月21日と4月11日の番組途中からのメイン出演を経て、5月30日に完全復帰、以降1～2か月に1回フル出演。代演/高見国生（たかみ くにお）、早川の主治医 根津幸彦（ねづ ゆきひこ）、川村妙慶 、早川医院院長 早川久仁子（はやかわ くにこ）、名田庄診療所長 中村伸一（なかむら しんいち）
- 竹上和見（たけがみ かずみ）2007年10月6日～
  - 京都生まれ、京都育ち。3人兄弟。フリーアナウンサー、司会者。プランツコーポレーション武部宏事務所所属。既婚。京都市在住。京都文教短期大学児童教育学科卒業。小4でアナウンス部に入り、「ばんさい人間」「山崎弘士の満員御礼!」AD、京都国体アナウンサー（最年少）を経て、2009年3月までKBS滋賀「さんさんワイド」を19年間担当。2011年10月11日、44歳の誕生日に、亀岡警察署で一日署長。趣味特技は、マトリョミン演奏。

### 過去
- 北出真紀恵（きたで まきえ）1987年10月3日～2007年9月29日
  - 当時フリーアナウンサー、現在東海学園大学人文学部准教授。番組開始から2007年9月29日まで、丸20年に渡ってアシスタントを担当。産休時は現アシスタントの竹上が代行。最終出演日には夫がスタジオに来たほか、村上祐子アナウンサー（北出がKBSの契約アナウンサーだった頃の先輩）も駆けつけた。2016年7月2日（1500回）、8月13日、11月12日、出演。

## 放送時間の変遷
2016年4月からの放送時間は、毎週土曜日の6:30から8:00（「川村妙慶の心が笑顔になるラジオ」2016年4月2日 8:00-8:30開始）。2015年4月から2016年3月までの放送時間は、毎週土曜日の6:30から8:30（「竹上和見のいきいき元気塾」2015年4月4日 6:15-6:30開始 2016年9月24日終了）。
人権啓発ラジオ番組「京都人権情報」（提供:京都府）の放送のある日（2011年1月9日-3月27日、2012年1月5日-3月23日、2013年1月5日-3月23日）は、8:20終了。

## タイムテーブル
2016年3月当時、放送時間は概ねの目安。同年4月より放送時間短縮となったため若干の変更あり。
- 6:15 オープニング
竹上のタイトルコール・テーマ曲に続き、早川と参加者が元気良く「おはようございます!」と挨拶。その後竹上も参加してのオープニングトークをはさんで、後述の「いきいきシニア白書のアンケート」のテーマ、「はつらつ土曜塾」講師名と内容、お元気テレホンの受付、「ぼけないワード」3つを発表。
- 6:22 今朝の童謡
懐かしい童謡を紹介、曲の後にはその歌にまつわるエピソードも紹介する。
- 6:26 みんな元気!
冒頭早川が「みんな元気?」と叫ぶと、参加者が「はーい!」と返すのが恒例。毎週一般のリスナーに電話でインタビューするコーナー。
- 6:35 びっくり仰天講座
まず冒頭に参加者が、「校歌」として「手のひらを太陽に」の1番を、竹上のピアノ伴奏に合わせて合唱する。その後早川と参加者がやり取りする形で、人生観や世論の流れなどについて考える。201回目以降は「総合人間学のススメ」というサブタイトルがついている。コーナーの終わりには、先述した参加者の15回ごとの表彰を行う。表彰の際には参加者が簡単なスピーチを行う（が、表彰者が多かったりスピーチが長引いたりすると、この後の「広がれ!ぼけない音頭の輪」が7時台にずれ込むことがある）。
- 6:47 広がれ!ぼけない音頭の輪
参加者が「広がれ!広がれ!広がれ!広がれ!ぼけない音頭の輪」と叫んだ後、番組オリジナルの歌「ぼけない音頭」を流す。以前は老人ホームや自治会などの希望する団体に、曲のCDもしくはカセットテープと歌詞カード、踊りの振り付けカードがプレゼントされていた。
- 6:50 ニュース第一便（京都新聞ニュース、提供:メガネの愛眼）
ニュースコーナー。原稿読みは竹上が担当し、最後に早川が気になったニュースについてコメントする（参加者にコメントを求めることもある）。かつては単に「ニュース第一便」のタイトルだけだったが、愛眼がスポンサーについてからは「京都新聞ニュース」のクレジットもあわせて読まれるようになった。同じ部屋で読んでいるため、どうしても外野の知恵袋のざわつきがマイクに入ってしまう。
- 6:55 天気予報
サブタイトルとして「元気予報」がついている。コーナーの最後に竹上が「それではそろそろお出かけの皆さん、今日も元気で行ってらっしゃい!」というと、参加者も「行ってらっしゃーい!」と叫ぶ。なおかつてはキユーピーがスポンサーとしてついていた。
- 7:00 通勤お出かけ情報
JR・私鉄の運転状況と、名神高速道路の渋滞状況を伝える（事実上土曜日最初の「KBS京都交通情報」に当たる）。以前は「通勤通学情報」のタイトルだったが、公立学校の完全週休二日制実施に伴い、2002年4月から現在のタイトルに変更された。
- 7:02 わらじ医者よろず診療所
リスナーから寄せられた医療に関する相談を、早川や専門の医師が回答する。
- 7:13 昭和音楽かわら版
リスナーから寄せられた、昭和時代（主に戦後から1970年代が中心）の流行歌のリクエストに応える。曲の後には、その曲が発売された年の時代背景も紹介される。なお曲が掛かっている最中は、スタジオ内でも参加者のうち数名が前に出て一緒に歌っている。
- 7:22 いきいきシニア白書
コーナー冒頭に「いきいきシニア白書 今朝のスタジオの知恵袋さんは○○人です」と当日の参加者人数を竹上が発表する。40人を一応の目標にしている。
番組始めに募集した「いきいきシニア白書のアンケート」の結果を発表する。まず参加者からの回答、次にリスナーからの回答を紹介。
- 7:25 おじいちゃんおばあちゃん観察日記（提供:月刊茶の間）
小学生によるおじいちゃん・おばあちゃんについての作文の朗読。冒頭に参加者が最近思っていることを話した後、作文の朗読、そして参加者が作文の感想を述べる。
- 7:31 先生!聞いてーなー（提供:KBS京都アクセスクラブ）
通常はお知らせコーナーだが、まれにリスナーから寄せられたメッセージや質問を紹介することがある。冒頭北出がタイトルコールすると、早川は「はいはい!よう聞いてます。」と返すのが恒例。更に竹上が「ほんまに聞いてますかぁ?」と突っ込むことが時々ある。
- 7:38 なるほどジャーナル（提供:ニュードライバー教習所）川村メイン時は「川村妙慶さんの法話」
高齢者や医療に関する話題を、関係者へのインタビューを交えて紹介する。この枠はもともと「日産フラッシュジャーナル」→「日産ラジオナビ」のタイトルで放送されてきたが、2006年3月で日産自動車が土曜日のスポンサーから撤退したため、内容はそのままに現在のタイトルに変更された。
- 7:50 ニュース第二便（京都新聞ニュース、提供:メガネの愛眼）
構成は「第一便」と同様だが、ニュースの内容が「第一便」と異なっている。
- 7:56 お出かけ気象情報
この枠の天気予報は、日本気象協会関西支社の気象予報士による解説。ここを担当した気象予報士は、この後毎日放送の『ありがとう浜村淳です土曜日です』の天気予報も担当する。
- 8:00 早川一光のお脈拝見（提供:KBS京都アクセスクラブ）
週により内容が異なり、「なるほどジャーナル」同様、高齢者や医療に関する話題を紹介する週と、お知らせコーナーになる週がある。前者の場合は一つの内容を、「なるほどジャーナル」とこのコーナーの2部形式で放送することもある。後者の場合はノンスポンサーとなり、この後の「ぼけない土曜塾」の時間が繰り上がる。
- 8:09または8:04 はつらつ土曜塾
生活に関する情報を、専門の講師を迎えて紹介する。番組が8:15終了時代までは、同じ内容で「気分は青春!死ぬまで勉強」というコーナーが放送されていたが、8:10終了に短縮された際にコーナー廃止となり、再拡大されたときにこのコーナーが設定された。講師：京都文教大学名誉教授 玉川和子、ファイブM ウェルネス体操の森明子、衣笠三省塾 長野享司、村上まり古文塾 村上まり、河原地英武、高齢生活研究所 浜田きよ子、FP山中由美、若村亮
- 8:17 ばんざい!歌声喫茶
懐かしい童謡や唱歌を、スタジオの参加者が合唱するコーナー。先述の「早川一光のお脈拝見」が8:09頃まで放送の場合は休止となる。
- 8:22 エンディング　「ぼけないワード」3つの確認など

## 備考
- 2005年3月まで放送されていた「朝の歳時記」（中部日本放送製作、現在の「通勤お出かけ情報」の直後に放送）では、北出のタイトルコールの後、参加者が「それでは川久保潔さん、今朝もよろしくお願いしまーす!」と叫び、川久保のネット局向けコメントにつないでいた。

- 2011年10月25日（火）放送の亀渕昭信のにっぽん全国ラジオめぐり（NHKラジオ第1）で番組が紹介された。

- 『“空飛ぶ診療所”きょうも開業中！？ ～ 90歳の夫はラジオパーソナリティー～』 （制作：関西テレビ放送 2014年）第23回FNSドキュメンタリー大賞ノミネート作品 -関西テレビの他、KBS京都、フジテレビジョン（2014年6月4日 26:20～27：15）で番組が紹介された
- 「こんなはずじゃなかった　医師　早川一光」 - ハートネットTV （2016年5月26日）で番組が紹介された

- radikoの番組表データ上では、「早川一光のばんざい!!人間」と表記されていた。（「!!」の2文字は全角文字表記）